# خوراب
خوراب، روستایی از توابع بخش دهرم شهرستان فراشبند در استان فارس ایران است.

## جمعیت
این روستا در دهستان دهرم قرار دارد و براساس سرشماری مرکز آمار ایران در سال ۱۳۸۵، جمعیت آن ۱۱۶ نفر (۲۶خانوار) بوده‌است.